# Lollipop (Candyman)
A Lollipop (Candyman) a dán-norvég Aqua 1997. november 25-én megjelent kislemeze az Aquarium című stúdióalbumról.

## Megjelenések
A "Lollipop (Candyman)" az album 4. kimásolt kislemeze, melyet Ausztráliában, Észak-Amerikában, és Európa szerte a Barbie Girl dal kiadása után megjelent következő kislemez, mely az Egyesült Királyságban nem jelent meg. A dal a csapat egyik kedvenc dala, azonban a "Barbie Girl". a Doctor Jones, és My Oh My sikerét nem sikerült megismételnie, ahol a dal megjelent.
A "Lollipop" című dalban René Dif, és Lene énekel. A CD kislemez különféle formátumban jelent meg, ahol sokszor csak a dal rövid nevét – Lollipop – tüntették fel, és nem a teljes nevet. Zárójelben a "Candyman" szó szerepel.
A "Lollipop (Candyman)" volt a második kiadott kislemez az Egyesült Államokban és Top 40-es slágerlistás helyezést ért el, a 23. helyen. Ez volt az utolsó amerikai slágerlistás helyezésük.
A Bountylandből származó Candyman karakter a dalszövegben később hivatkozik a "Halloween"-re, amely az Aqua második albumának, az Aquarius-nak az egyik dala.

## Kritikák
Dave Sholin a Gavin Report kritikusa az alábbiakat írta a dalról: "Semmi nem olyan, mint egy cukorral rohanás." Ez egy újabb dupla adag fülcukorka Dánia vezető édességboltjából.

## Számlista
Ausztrália
- CD Single

1. "Lollipop (Candyman)" (Radio edit) – 2:54
2. "Lollipop (Candyman)" (Extended version) – 5:24
3. "Lollipop (Candyman)" (DJ Greek's Candy Mix) – 7:28
4. "Doctor Jones" (Adrenalin Club Mix) – 6:22
5. "Doctor Jones" (Antiloop Club Mix) – 9:52
6. "Doctor Jones" (Molella and Phil Jay Mix) – 6:22
7. "Barbie Girl" (CD-ROM video)
8. "Doctor Jones" (Metro's Full CD-ROM video)
9. Aqua screen saver

 Egyesült Államok
- CD Single / MC Single

1. "Lollipop (Candyman)" – 3:35
2. "Good Morning Sunshine" – 4:03

 Franciaország
- CD Single

1. "Lollipop (Candyman)" (Radio edit) – 3:35
2. "Lollipop (Candyman)" (Extended version) – 5:29

Lollipop EP – iTunes (2017.június 16.)
1. "Lollipop" (Radio Edit) – 2:55
2. "Lollipop" – 3:36
3. "Lollipop" (Extended Version) – 5:27
4. "Lollipop" (Razor-N-Go Lick It Mix) – 12:20

## Slágerlista
| Slágerlista (1997-1998)                       | Legjobb helyezések |
| --------------------------------------------- | ------------------ |
| Ausztrália (ARIA)                             | 3                  |
| Kanada (RPM)                                  | 38                 |
| Kanada Canada Dance (RPM)                     | 9                  |
| Franciaország (SNEP)                          | 29                 |
| Olaszország (FIMI)                            | 24                 |
| Új-Zéland (Recorded Music NZ)                 | 22                 |
| Svédország (Sverigetopplistan)                | 10                 |
| Egyesült Államok (Billboard Hot 100)          | 23                 |
| Egyesült Államok Dance/Club Songs (Billboard) | 24                 |

## Minősítések
| Ország                   | Minősítés | Eladások |
| ------------------------ | --------- | -------- |
| Ausztrália (IFPI Norway) | platina   | 70.000   |